# گلابی بی‌کرک
گلابی بی‌کرک یا آنچوچک (نام علمی: Psidium guajava) یکی از گیاهان است.
امرود در ایران از جمله در بلندی‌های بالای ۲۵۰۰ متر در استان کهگیلویه و بویراحمد می‌روید.